# Zirkus Renz
Zirkus Renz ist ein deutscher Spielfilm aus dem Jahre 1943 mit René Deltgen. Regie führte Arthur Maria Rabenalt.

## Handlung
Als bei einem Streit zwischen einigen Zuschauern und Zirkusleuten auf einem Dorfplatz der Bärenführer Stefan ums Leben kommt, muss das fahrende Volk den Ort verlassen. Die Artisten Renz und Harms nehmen daraufhin Stefans nunmehr verwaiste Enkelin Bettina mit sich und unter ihre Fittiche. Ihr Ziel ist Berlin, wo die beiden Artisten groß herauskommen wollen. Doch dort hat sich bereits der französische Zirkus Déjean fest etabliert. Anders als Renz' verhöhnte und verlachte kleine Truppe ist Déjean auch bei den Honoratioren der Stadt angesehen. Frau von Grunau erkennt jedoch das Potenzial der kleinen Schar und überredet ihren Mann, Renz sechs arabische Schimmel zu überlassen. Renz, Harms und Bettina trainieren daraufhin mit den edlen Pferden, um eine einzigartige Dressurnummer auf die Beine zu stellen.
Rasch stellt sich, ganz zum Missfallen von Déjean, auch der Erfolg ein. Um sich nicht länger vom Wetter abhängig zu machen, soll die Pferdenummer nicht länger unter freiem Himmel präsentiert werden. Renz plant daher, ein großes Zirkuszelt zu konstruieren, das man jederzeit auf- und auch wieder abbauen kann. Damit könne man auch auf Wanderschaft gehen. Neben beruflichen Problemen wird im Laufe der Jahre auch die zu einer hübschen jungen Frau herangewachsene Bettina Grund für Zwistigkeiten zwischen den untereinander konkurrierenden Renz und Harms. Obwohl beide sich einst das Wort gegeben haben, ihretwegen keinen Streit aufkommen zu lassen, beginnen sich beide Männer mehr und mehr für sie zu interessieren. Bei einem im Rahmen des Programms aufgeführten, verbissen durchgefochtenen Ringkampf will keiner vor Bettinas Augen verlieren. Als Harms dennoch Renz unterliegt, verlässt er enttäuscht den gemeinsamen Zirkus.
Konkurrent Déjean nimmt ihn freudig bei sich auf. Bald entwickelt sich ein regelrechter Zweikampf um die Publikumsgunst zwischen dem deutschen und dem französischen Etablissement. Bettina, die sich fest an der Seite von Renz sieht, nutzt die Gunst der Stunde und führt Harms bei einer seiner Darbietungen im Zirkus Déjean vor. Verbittert verlässt Harms daraufhin auch diesen Zirkus. Renz hat inzwischen ein festes Etablissement gegründet, den Zirkus Renz. Bei den Proben zur Premiere verletzt er sich jedoch schwer. Bettina stöbert Harms auf und bittet ihn um Hilfe. Nach einigem Hin und Her, infolgedessen beide sich ihre Liebe gestehen, kehrt er zum Zirkus Renz zurück und rettet die Premierenvorstellung.

## Produktionsnotizen
Die Dreharbeiten begannen am 24. Februar 1943 und endeten Anfang Juni desselben Jahres mit den Atelieraufnahmen. Der Film wurde am 10. September 1943 in Berlin im UFA-Palast am Zoo uraufgeführt.
Zirkus Renz, der relativ freizügig mit den historischen Fakten um den Zirkusgründer Ernst Jakob Renz umgeht, erhielt die NS-Prädikate „Künstlerisch wertvoll“ und „Volkstümlich wertvoll“.
Angelika Hauff, die hier in ihrer ersten Filmrolle gleich die weibliche Hauptrolle spielte, verletzte sich bei Außenaufnahmen in Breslau. Während der turbulenten Jahrmarktszenen geriet der anwesende Bär derart in Rage, dass er die 21-jährige Künstlerin anfiel und ihr dabei Blessuren zufügte.
Der Film ist eine der kommerziell erfolgreichsten Produktionen des Dritten Reichs. Er kostete zwar 2.149.000 Reichsmark, spülte jedoch nach nur acht Monaten Spielzeit bis Mai 1944 bereits 5.755.000 RM in die Kinokassen.
Die Filmbauten entwarf Ernst H. Albrecht, die Kostüme stammten von Reingard Voigt. Für den Ton sorgte Ernst-Otto Hoppe.
Noch während des Krieges, im März 1944, lief der Film auch in den Niederlanden und in Dänemark an. Der internationale Verleihtitel war zumeist Circus Renz.

## Kritik
Das Lexikon des Internationalen Films schrieb: „Der am sorgfältigsten und attraktivsten gemachte unter vergleichbaren deutschen Zirkusfilmen der 30er und 40er Jahre, mit authentischem Zeitkolorit, Spannung und Atmosphäre.“
Das große Personenlexikon des Films erinnerte daran, dass Rabenalts Zirkus Renz „eine seiner bekanntesten und populärsten Inszenierungen überhaupt“ war.